# Olivo - Alineación Democrática
Olivo (En griego Ελιά, Elia), cuyo nombre completo es Olivo-Alineación democrática (Ελιά – Δημοκρατική Παράταξη) es una alianza electoral de centro-izquierda en Grecia. La alianza fue fundada en Atenas el 7 de marzo de 2014 para presentarse a las elecciones al parlamento europeo de ese mismo año. La alianza está formada principalmente por el partido socialdemócrata PASOK, pero también por Acuerdo por la Nueva Grecia, Grecia Dinámica y Nuevos Reformistas. Olivo recibió el apoyo de Martin Schulz, candidato a la presidencia de la comisión europea por el Partido de los Socialistas Europeos.
La alianza Olivo obtuvo a nivel nacional el 8,02% de los votos en las elecciones europeas de mayo de 2014, pasando a ser la cuarta fuerza política por número de votos y obtuvo 2 eurodiputados, los cuales se integraron en el Grupo de la Alianza Progresista de Socialistas y Demócratas.